# Liste der Biografien/Chau
Liste der Biografien |
Portal Biografien |
Personensuche
# |
A |
B |
C |
D |
E |
F |
G |
H |
I |
J |
K |
L |
M |
N |
O |
P |
Q |
R |
S |
T |
U |
V |
W |
X |
Y |
Z |
?
 
Ca |
Cb |
Cc |
Ce |
Ch |
Ci |
Cj |
Ck |
Cl |
Cm |
Cn |
Co |
Cr |
Cs |
Ct |
Cu |
Cv |
Cw |
Cy |
Cz
 
Cha |
Chb |
Che |
Chh |
Chi |
Chk |
Chl |
Chm |
Chn |
Cho |
Chr |
Cht |
Chu |
Chv |
Chw |
Chy
 
Chaa |
Chab |
Chac |
Chad |
Chae |
Chaf |
Chag |
Chah |
Chai |
Chaj |
Chak |
Chal |
Cham |
Chan |
Chao |
Chap |
Chaq |
Char |
Chas |
Chat |
Chau |
Chav |
Chaw |
Chay |
Chaz
Die Liste der Biografien führt alle Personen auf, die in der deutschsprachigen Wikipedia einen Artikel haben. Dieses ist eine Teilliste mit 158 Einträgen von Personen, deren Namen mit den Buchstaben „Chau“ beginnt.

## Chau
- Chau Ngoc Tri, Joseph (* 1956), vietnamesischer Geistlicher, Bischof von Lạng Sơn und Cao Bằng
- Châu Phươc Vình (* 1927), südvietnamesischer Radrennfahrer
- Chau Quispe, Raúl Antonio (* 1967), peruanischer Geistlicher, römisch-katholischer Weihbischof in Arequipa
- Chau Sen Cocsal Chhum (1905–2009), kambodschanischer Politiker
- Chau, François (* 1959), kambodschanisch-US-amerikanischer Schauspieler
- Chau, Frédéric (* 1977), französischer Schauspieler
- Chau, Hoi Wah (* 1986), chinesische Badmintonspielerin (Hongkong)
- Chau, Hong (* 1979), US-amerikanische SchauspielerinHong Chau (* 1979)

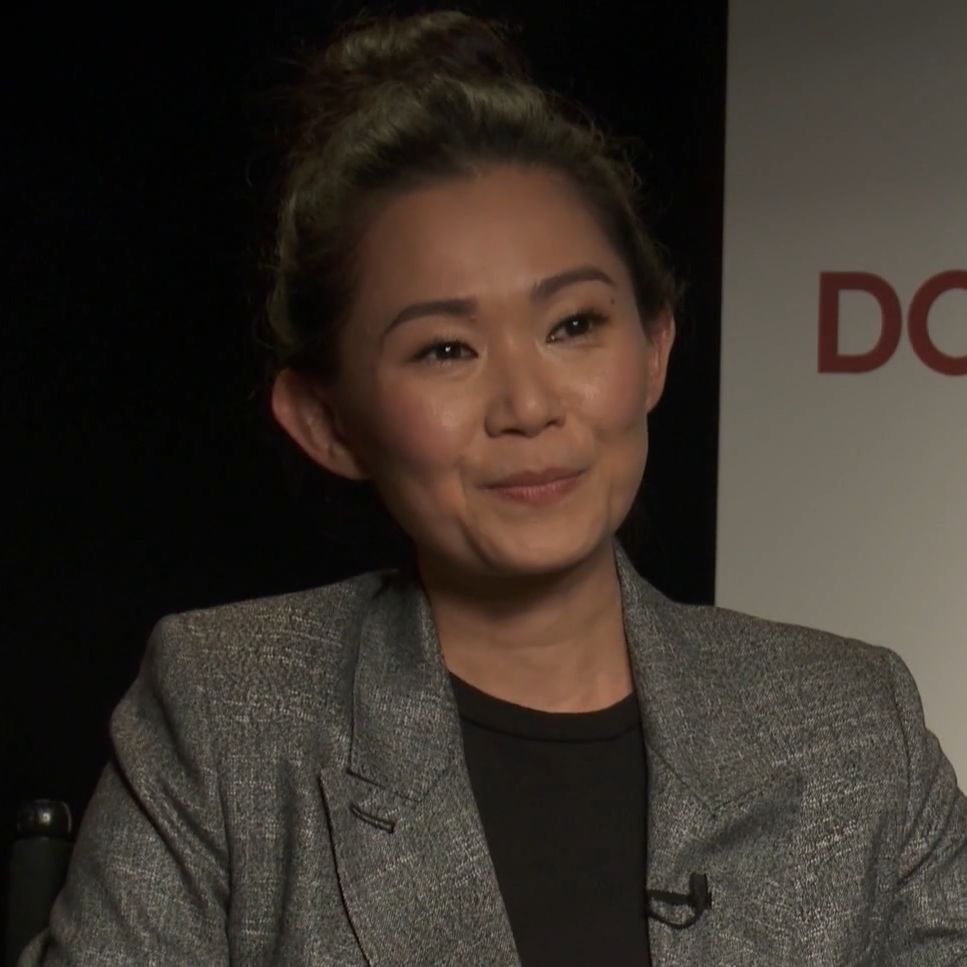
Hong Chau (* 1979)

- Chau, John Allen (1991–2018), US-amerikanischer evangelikaler Missionar
- Chau, Marjorie (* 1979), chilenische Künstlerin
- Chau, Matthew (* 1994), australischer Badmintonspieler
- Chau, Osric (* 1986), kanadischer Schauspieler
- Chau, Pedro Bismarck (* 1964), US-amerikanischer römisch-katholischer Geistlicher und ernannter Weihbischof in Newark
- Châu, Phong Hòa (* 1985), vietnamesischer Fußballspieler

### Chaub
- Chaube, Joanna (* 1997), französische Badmintonspielerin
- Chaubey, Pramod Kumar (* 1951), indischer Ökonom und Hochschullehrer

### Chauc
- Chaucer, Geoffrey, englischer Schriftsteller und DichterGeoffrey Chaucer

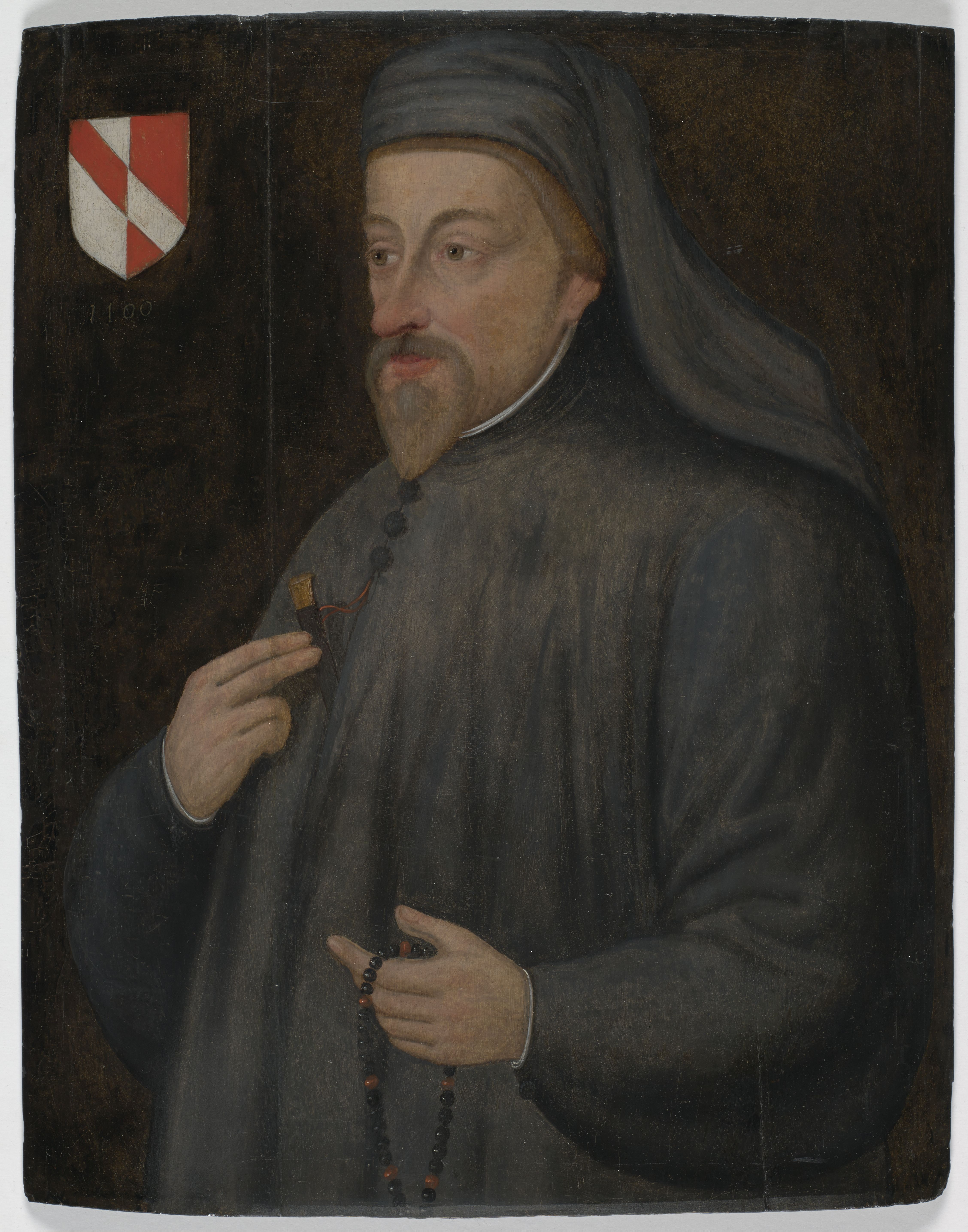
Geoffrey Chaucer

- Chaucer, Thomas († 1434), englischer Höfling und Politiker, Sprecher des House of Commons
- Chauchard, Alfred (1821–1909), französischer Unternehmer und Kunstsammler

### Chaud
- Chaud, Élisabeth (* 1960), französische Skirennläuferin
- Chaudé de Silans, Chantal (1919–2001), französische Schachmeisterin
- Chauderon, Michée (1602–1652), Genfer Justizopfer
- Chaudet, Paul (1904–1977), Schweizer Politiker (FDP)
- Chaudey, Gustave (1817–1871), französischer Jurist und Politiker
- Chaudhari, Praveen (1937–2010), indisch-US-amerikanischer Physiker
- Chaudhari, Vaidehi (* 2000), indische Tennisspielerin
- Chaudhary, Monica (* 1995), indische Schauspielerin
- Chaudhary, Parul (* 1995), indische Leichtathletin
- Chaudhary, Pooja (* 2002), indische Leichtathletin
- Chaudhary, Rupal (* 2004), indische Sprinterin
- Chaudhary, Sarswati (* 1997), nepalesische Sprinterin
- Chaudhary, Sunita, indische Taxifahrerin und Delhis erste Autorikschafahrerin unter 55.000 männlichen Kollegen
- Chaudhary, Twinkle (* 1995), indische Leichtathletin
- Chaudhri, Imran (* 1973), britisch-amerikanischer Designer und Erfinder (Smartphone)
- Chaudhry, Fawad, pakistanischer Politiker, Bundesminister für Information und Rundfunk
- Chaudhry, Iftikhar Muhammad (* 1948), pakistanischer Richter
- Chaudhry, Mahendra (* 1942), fidschianischer Politiker der Fiji Labour Party
- Chaudhry, Mahima (* 1973), indisches Fotomodell und Schauspielerin
- Chaudhry, Wajid Ali (* 1981), pakistanischer Badmintonspieler
- Chaudhuri, Amit (* 1962), indischer Schriftsteller und Musiker
- Chaudhuri, Nirad Chandra (1897–1999), bengalischer Schriftsteller, Historiker und Kulturwissenschaftler
- Chaudhuri, Ramadevi (1899–1985), indische Aktivistin und Sozialreformerin
- Chaudhuri, Sachindra (1903–1992), indischer Politiker
- Chaudhuri, Swapan (* 1945), indischer Tablaspieler, Komponist und Musikpädagoge
- Chaudhury, Shirin Sharmin (* 1966), bangladeschische Politikerin und Ministerin
- Chaudoir, Georges (1847–1923), belgischer Reiter
- Chaudoir, Iwan de (1858–1919), russischer Mäzen
- Chaudoir, Maximilien de (1816–1881), russischer Entomologe
- Chaudoir, Stanislas de (1790–1858), französisch-russischer Münz- und Büchersammler
- Chaudouët, Yves (* 1959), französischer Künstler
- Chaudron, Georges (1891–1976), französischer Chemiker
- Chaudron, Jacques (1889–1969), französischer Eishockeyspieler

### Chauf
- Chaufepié, Johann Heinrich de (1773–1855), deutscher Arzt und Gründer des Ärztlichen Vereins Hamburg und seiner Bibliothek
- Chauffour, Victor (1819–1889), französischer Jurist und Politiker

### Chauh
- Chauhan, Shivraj Singh (* 1959), indischer Politiker
- Chauhan, Sonal (* 1987), indische Filmschauspielerin, Sängerin und ein Model
- Chauhan, Sunidhi (* 1983), indische Playbacksängerin

### Chauk
- Chauke, Jackson (* 1985), südafrikanischer Boxer

### Chaul
- Chaulet, Emmanuelle (* 1961), französisch-amerikanische Schauspielerin
- Chaulet, Georges (1931–2012), französischer Schriftsteller und Comicautor
- Chauliac, Léo (1913–1977), französischer Jazz-Pianist, Komponist und Bandleader
- Chaulieu, Charles (1788–1849), französischer Musikpädagoge und Komponist
- Chaulieu, Guillaume Amfrye de (1639–1720), französischer libertinistischer Dichter
- Chaulk, Colin (* 1977), kanadischer Eishockeyspieler

### Chaum
- Chaum, David (* 1955), US-amerikanischer KryptologeDavid Chaum (* 1955)

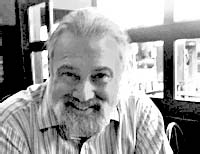
David Chaum (* 1955)

- Chaumareys, Hugues Duroy de (1763–1841), französischer Royalist und Mitglied der Marine
- Chaumeix, André (1874–1955), französischer Journalist und Literaturkritiker
- Chaumet, Charles (1866–1932), französischer Politiker
- Chaumet, William (1842–1903), französischer Komponist der Romantik
- Chaumette, François (1923–1996), französischer Theater-, Film und Fernsehschauspieler
- Chaumette, Monique (* 1927), französische Schauspielerin
- Chaumette, Pierre-Gaspard (1763–1794), Politiker während der Französischen Revolution
- Chaumié, Joseph (1849–1919), französischer Jurist und Politiker
- Chaumié, Pierre (1880–1966), französischer Politiker
- Chaumin, Franck (* 1969), französischer Fußballspieler
- Chaumont de La Galaizière, Antoine-Martin (1697–1783), französischer Politiker, Kanzler Lothringens
- Chaumont, Alexandre de (1640–1710), französischer Offizier und Gesandter
- Chaumont, Émile (1878–1942), belgischer Geiger und Musikpädagoge
- Chaumont, Henri (1838–1896), französischer katholischer Priester, Ordensgründer
- Chaumont, Lambert (1645–1712), Komponist, Organist und Karmeliter, im Hochstift Lüttich tätig
- Chaumont, Paul-Philippe de (1617–1697), französischer Bibliothekar, Geistlicher und Bischof von Dax
- Chaumontet, Emanuel Franz Anton Eugen von (1727–1788), preußischer Generalmajor und Brigadier der leichten Truppen

### Chaun
- Chaun, František (1921–1981), tschechischer Komponist, Pianist, Sänger, Maler und Schauspieler
- Chauncey, Christinna (* 1969), US-amerikanische Schauspielerin und Schauspiellehrerin
- Chauncey, Danny (* 1956), US-amerikanischer Rockmusiker und Gitarrist
- Chauncey, George (* 1954), US-amerikanischer Historiker
- Chauncey, Isaac (1772–1840), US-amerikanischer Marineoffizier
- Chauncy, Charles (1705–1787), englisch-amerikanischer kongregationalistischer Pastor
- Chauncy, Nan (1900–1970), australische Kinderbuchautorin
- Chauner, David (* 1948), US-amerikanischer Radrennfahrer
- Chaunu, Pierre (1923–2009), französischer Historiker

### Chaup
- Chaupa, Alphonse Liguori (1959–2016), papua-neuguineischer Geistlicher, Bischof von Kimbe
- Chauprade, Aymeric (* 1969), französischer Politikwissenschaftler und Politiker (Front National), MdEP

### Chaur
- Chaurand, Jacques (1924–2009), französischer Romanist und Linguist
- Chaurasia, Hariprasad (* 1938), indischer Meister der Bansuriflöte
- Chauratowitsch, Jahor (* 2002), belarussischer Hürdenläufer
- Chaurreau, Íñigo (* 1973), spanischer Radrennfahrer

### Chaus
- Chaussinand, Yann (* 1998), französischer Hammerwerfer
- Chausson, Anne-Caroline (* 1977), französische Radrennfahrerin
- Chausson, Ernest (1855–1899), französischer KomponistErnest Chausson (1855–1899)

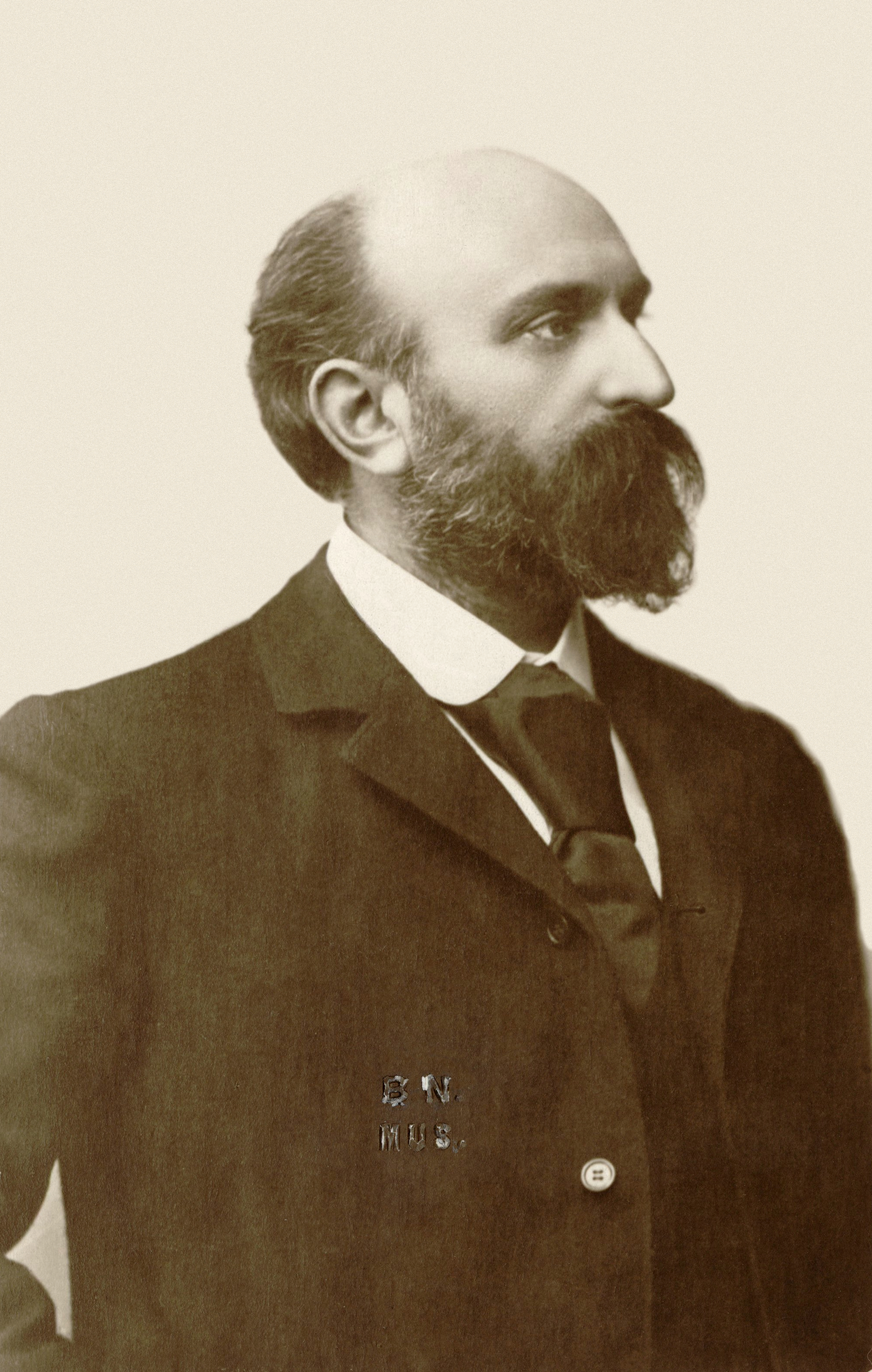
Ernest Chausson (1855–1899)

- Chausson, Huguette (1905–1986), Schweizer Journalistin, Redaktorin und Schriftstellerin
- Chaussy, Arthur (1880–1945), französischer Politiker
- Chaussy, Christian (* 1945), deutscher Urologe und Chirurg
- Chaussy, Ulrich (* 1952), deutscher Journalist und Sachbuchautor

### Chaut
- Chautala, Om Prakash (1935–2024), indischer Politiker
- Chautard, Émile (1864–1939), französischer Autor und Argotforscher
- Chautard, Émile (1864–1934), französischer Schauspieler, Regisseur und Drehbuchautor der Stummfilmzeit
- Chautard, Jean-Baptiste (1858–1935), französischer Theologe, Trappist und Abt
- Chautemps, Arnaud (* 1997), französischer Skilangläufer
- Chautemps, Camille (1885–1963), französischer Politiker
- Chautemps, Jean-Louis (1931–2022), französischer Jazzmusiker und -autor
- Chautur, Milan (* 1957), slowakischer Ordensgeistlicher, emeritierter Bischof der griechisch-katholischen Eparchie Košice

### Chauv
- Chauveau, Auguste (1827–1917), französischer Tierarzt, Mikrobiologe und Physiologe
- Chauveau, François (1613–1676), französischer Zeichner
- Chauveau, Pierre-Joseph-Olivier (1820–1890), kanadischer Politiker, Rechtswissenschaftler und Schriftsteller
- Chauveau, Sophie (* 1999), französische Biathletin
- Chauveau, Sylvain (* 1971), französischer Komponist und Musiker
- Chauveau-Lagarde, Claude François (1756–1841), französischer AdvokatClaude François Chauveau-Lagarde (1756–1841)

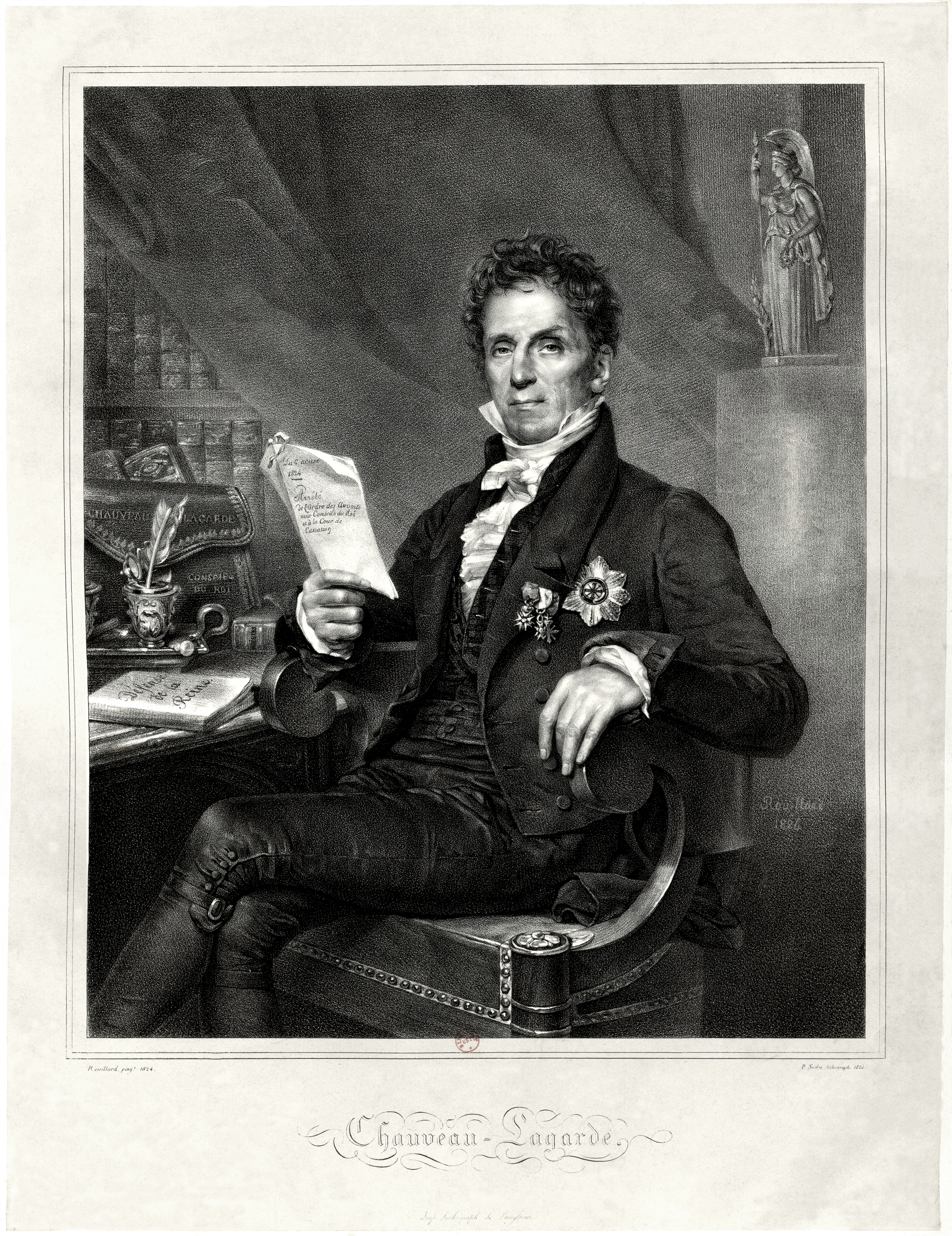
Claude François Chauveau-Lagarde (1756–1841)

- Chauvel, Charles (1897–1959), australischer Drehbuchautor, Filmregisseur und -produzent
- Chauvel, Elsa (1898–1983), australische Schauspielerin
- Chauvel, Georges (1886–1962), französischer Bildhauer
- Chauvel, Harry (1865–1945), australischer General
- Chauvel, Théophile (1831–1909), französischer Maler, Radierer, Lithograf und Fotograf
- Chauvelier, Dominique (* 1956), französischer Marathonläufer
- Chauvelin, Germain Louis (1685–1762), französischer Siegelbewahrer, Staatsminister und Staatssekretär
- Chauvelot, Dominique (* 1952), französischer Sprinter
- Chauvenet, William (1820–1870), US-amerikanischer Mathematiker und Astronom
- Chauveron, Philippe de (* 1965), französischer FilmregisseurPhilippe de Chauveron (* 1965)

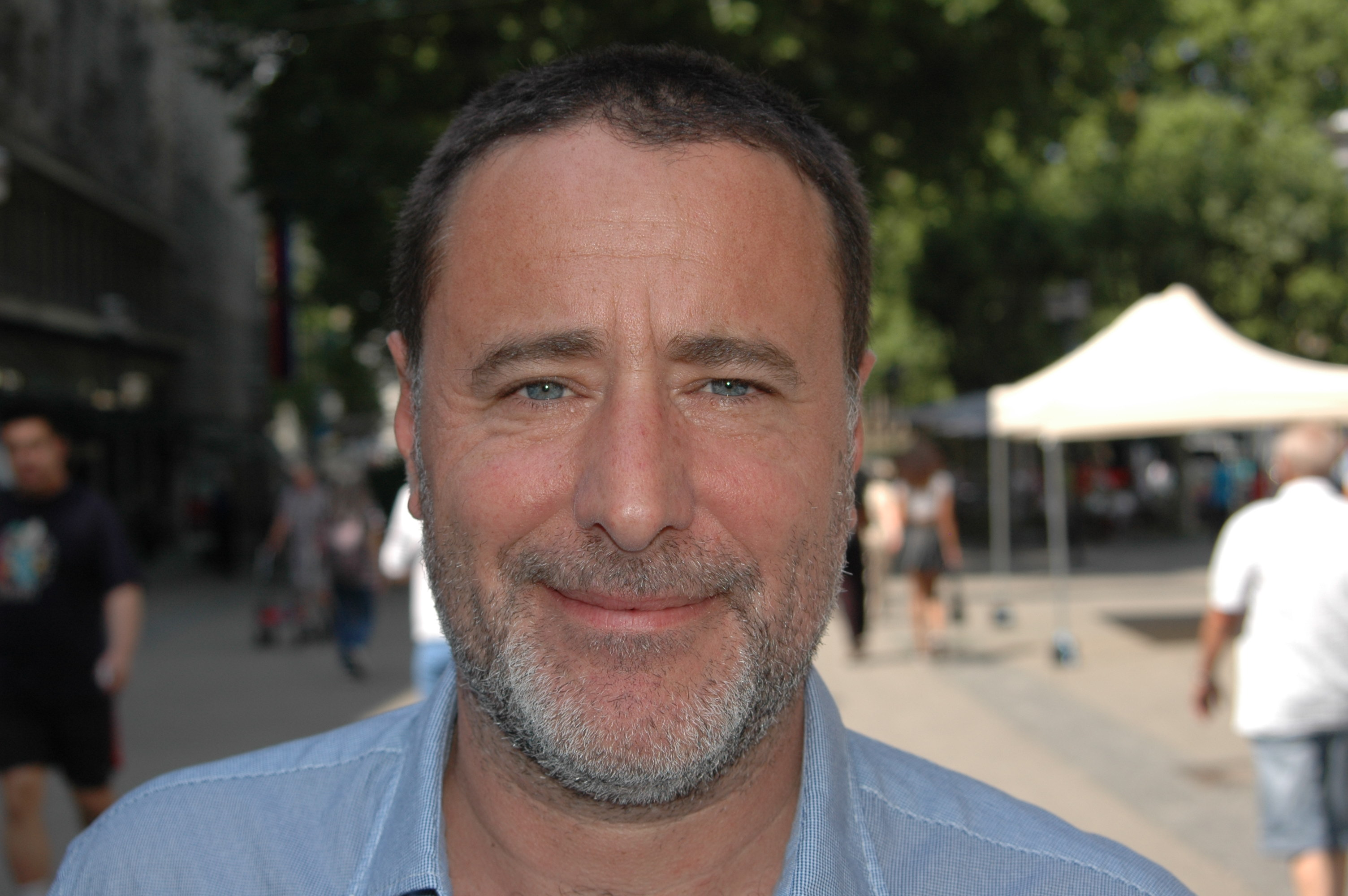
Philippe de Chauveron (* 1965)

- Chauvet, Benoît (* 1981), französischer Skilangläufer
- Chauvet, Carole (* 1950), französische Schauspielerin
- Chauvet, Charles-Alexis (1837–1871), französischer Organist und Komponist
- Chauvet, Gustave (1840–1933), französischer Geologe, Prähistoriker und Archäologe
- Chauvet, Jeremias († 1699), kursächsischer Generalfeldmarschall
- Chauvet, Louis (1664–1710), französischer Ordensgründer
- Chauvet, Patricia (* 1967), französische Skirennläuferin
- Chauvet, Patrick (* 1951), französischer Erzpriester und Domdekan der Kathedrale Notre-Dame de Paris
- Chauvigné, Marcel (1911–1972), französischer Ruderer
- Chauvin, August (1810–1884), belgischer Historien- und Genremaler
- Chauvin, Bernard (* 1953), französischer Autorennfahrer
- Chauvin, Charles (1836–1899), französischer Admiral
- Chauvin, Daniel (1939–1995), französischer Comiczeichner
- Chauvin, Derek (* 1976), US-amerikanischer Polizist, verurteilt wegen der Tötung von George Floyd
- Chauvin, Étienne (1640–1725), französisch-hugenottischer Pastor, Philosoph und Zeitungsverleger
- Chauvin, Franz von (1812–1898), preußischer Generalleutnant und Begründer der deutschen Militärtelegrafie
- Chauvin, Ingrid (* 1973), französische Schauspielerin und Moderatorin
- Chauvin, Jeanne (1862–1926), französische Rechtsanwältin und Frauenrechtlerin
- Chauvin, Lilyan (1925–2008), französische Schauspielerin und Regisseurin
- Chauvin, Louis (1881–1908), US-amerikanischer Ragtime-Pianist und -Komponist
- Chauvin, Marcel Pierre Marie (1914–2004), französischer Ordensgeistlicher, römisch-katholischer Bischof von Fada N’Gourma
- Chauvin, Marie von (1848–1921), deutsche Naturforscherin
- Chauvin, Nicolas, französischer legendärer SoldatNicolas Chauvin

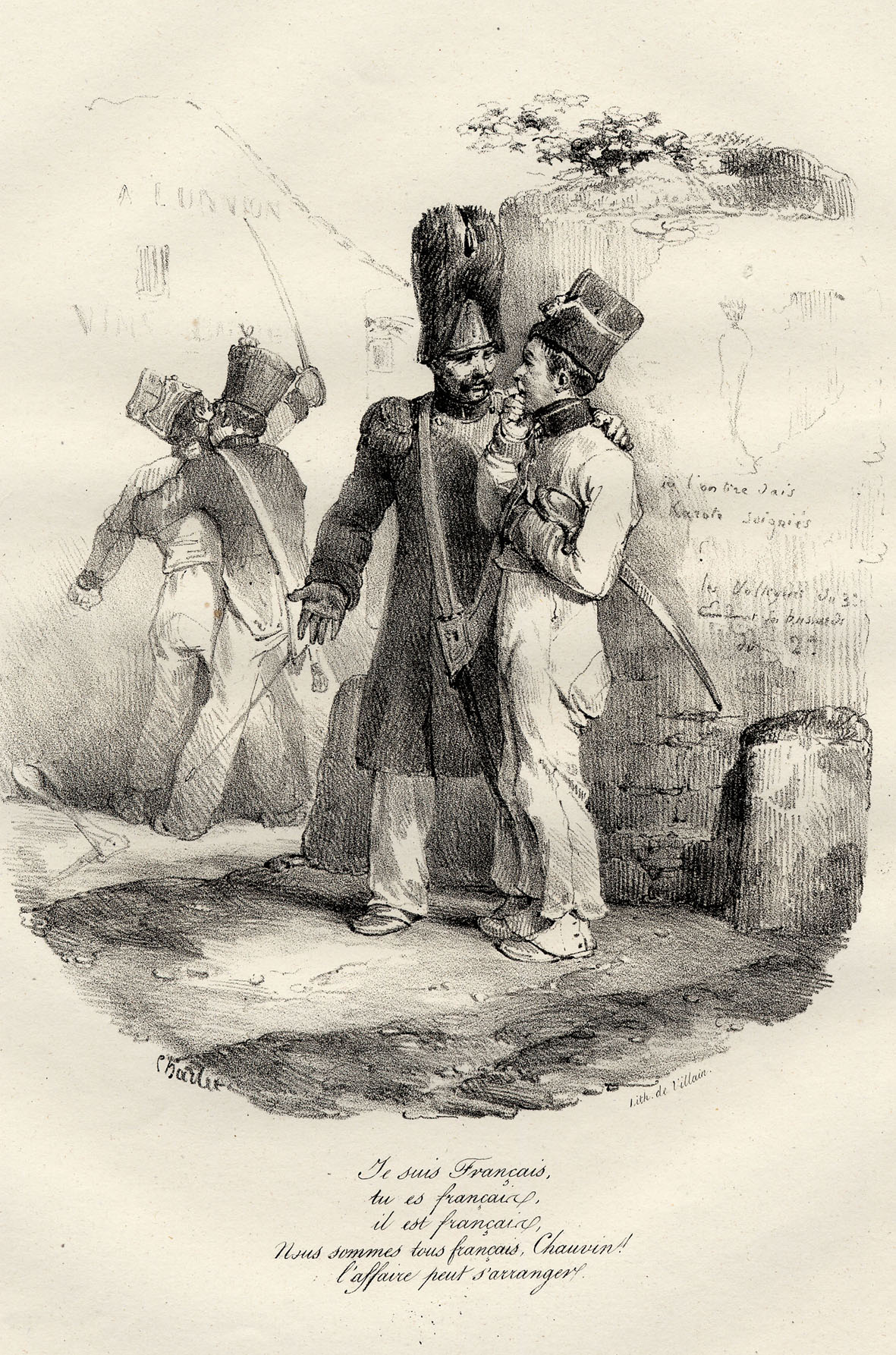
Nicolas Chauvin

- Chauvin, Rémy (1913–2009), französischer Biologe
- Chauvin, Valentin (* 1995), französischer Skilangläufer
- Chauvin, Victor (1844–1913), belgischer Orientalist
- Chauvin, Yves (1930–2015), französischer Chemiker und Nobelpreisträger für Chemie (2005)
- Chauviré, Yvette (1917–2016), französische Balletttänzerin
- Chauvistré, Michael (* 1960), deutscher Regisseur und Filmproduzent
- Chauvon, François († 1740), französischer Komponist des Barock